# Lammet och vilddjuret
Lammet och vilddjuret är en pjäs av August Strindberg från 1903. Pjäsen utgör den tredje delen i Den världshistoriska trilogin, och handlar om Kristus. 